# 秋分点
秋分点指赤道平面和黄道的两个相交点的一个分點（另一个是春分点）。夏至后，太阳从北向南移动，在秋分那一天通过这一点。